# Scheid (Allemagne)
Pour les articles homonymes, voir Scheid (homonymie).
Scheid est une municipalité de la Verbandsgemeinde Obere Kyll, dans l'arrondissement de Vulkaneifel, en Rhénanie-Palatinat, dans l'ouest de l'Allemagne.